# Sam Hofman (podcaster)
Sam Hofman (Vlaardingen, 31 oktober 1995) is een Nederlandse dj en podcastmaker. Hij is onder andere bekend als medepresentator van de podcast BROERS met Sam & Rijk, die diverse prijzen won. Daarnaast is Hofman actief als dj.

## Levensloop
Hofman eerste publicitaire schreden waren in het twaalfde seizoen van het televisieprogramma Holland's Next Top Model in 2019. Hij werd online gescout door de redactie en begon hiermee zijn deelname. Hij werd 9e in de competitie en besloot hier zelf uit te stappen. Ondertussen ging hij door met zijn carrière als dj; met enige bekendheid reikte dit verder naar de grootste clubs van Amsterdam. Sinds januari 2023 staat Hofman als dj onder contract bij Anna Agency. In 2024 deed hij samen met zijn broer Rijk Hofman mee aan de Videoland-serie Het Jachtseizoen: Most Wanted.
Sinds 2021 maakt Hofman ook podcasts. Met zijn podcast BROERS, samen met zijn broer Rijk, wist hij diverse prijzen te winnen, waaronder de Gouden RadioRing in de categorie Gouden Podcast. Sinds april 2025 is de BROERS podcast gestopt. Sam is sindsdien solo verdergegaan met podcasten onder de naam Sam Solo.

## Privé
Sam Hofman is de jongere broer van presentator en programmamaker Tim Hofman en oudere broer van Rijk Hofman.